# Pedro Hernández de Villaumbrales
Pedro Hernández de Villaumbrales (Villaumbrales, ... – ...; fl. XVI secolo) è stato un presbitero e scrittore spagnolo. Scrisse il libro cavalleresco El caballero del Sol (stampato per la prima volta a Medina del Campo nel 1552) e il Comentarios en que se contiene lo que el hombre debe saber, creer y hacer para aplazer a Dios, pubblicato per la prima volta a Valladolid nel 1566.
È stato rettore della Chiesa di Santa Maria l'Antica della città di Becerril.
Tranne il luogo della sua nascita e il suo incarico a Becerril, che figurano nelle prefazioni dei libri che ha pubblicato, non abbiamo nessun altro documento che ci fornisca più informazioni sulla sua vita.